# ميكيلي أوبراين
ميكيلي أوبراين (بالإنجليزية: Michele O'Brien)‏ (28 يونيو 1980 في الولايات المتحدة - ) هي لاعبة كرة قدم أمريكية في مركز الهجوم. شاركت مع منتخب جمهورية أيرلندا لكرة القدم للسيدات. أما مع النوادي، فقد لعبت مع نادي أرسنال للسيدات وFIU Panthers ‏ وQBIK ‏ وChicago Red Eleven ‏ وHudson Valley Quickstrike Lady Blues ‏ وLong Island Rough Riders (women) ‏ وWatford F.C. Women ‏.

## وصلات خارجية
- ميكيلي أوبراين على موقع الاتحاد الأوربي (الإنجليزية)
- ميكيلي أوبراين على موقع قاعدة بيانات كرة القدم.إي يو (الإنجليزية)